# Olgina
Koordinaten: 59° 24′ N, 28° 8′ O
Olgina ist ein Großdorf (estnisch alevik) in der Stadtgemeinde Narva-Jõesuu (bis 2017 Landgemeinde Vaivara). Es liegt im Kreis Ida-Viru (Ost-Wierland) im Nordosten Estlands.

## Beschreibung und Geschichte
Das Großdorf hat 523 Einwohner (Stand 1. Januar 2012). Es liegt fünf Kilometer vom Stadtzentrum der drittgrößten estnischen Stadt Narva entfernt. Während der sowjetischen Besetzung Estlands war es Zentrum einer Kolchose.
Olgina entstand nach dem Zweiten Weltkrieg an der Stelle zerstörter Dörfer. Früher befand sich dort das Dorf Tunderküla (auch Tünderküla). Es ist seit 1499 urkundlich belegt. In der Nähe lag das Dorf Olgino, das in den Kämpfen zwischen der Roten Armee und der deutschen Wehrmacht ebenfalls vollständig vernichtet wurde.
Zum Gebiet des Ortes gehört ein unterirdischer Friedhof. Er wurde vom 15. bis zum 18. Jahrhundert genutzt. Die Anlage steht heute unter Denkmalschutz.
Im Jahr 1700 fanden in den Gegend während des beginnenden Großen Nordischen Krieges tausende schwedische und russische Soldaten während der Gefechte den Tod.
Touristisches Ausflugsziel ist heute das historische Herrenhaus von Vana-Olgina („Alt-Olgina“). Es bietet auch Übernachtungsmöglichkeiten an.